# شارلین تیلتون
شارلین تیلتون (انگلیسی: Charlene Tilton؛ زادهٔ ۱ دسامبر ۱۹۵۸) یک هنرپیشه، و خواننده اهل ایالات متحده آمریکا است. وی از سال ۱۹۷۶ میلادی تاکنون مشغول فعالیت بوده‌است.
او در فیلم جمعه عجیب و سکوت ژامبون‌ها بازی کرده‌است.